# Фоњано (Равена)
Фоњано (итал. Fognano) је насеље у Италији у округу Равена, региону Емилија-Ромања.
Према процени из 2011. у насељу је живело 1400 становника. Насеље се налази на надморској висини од 128 м.